# Erythrostemon
- Commons
- Wikispecies

Erythrostemon Klotzsch é um género de plantas fabáceas, pertencente à sub-família Caesalpinioideae. As espécies deste género são plantas lenhosas que ocorrem em zonas tropicais e subtropicais do Novo Mundo. O nome do género é uma alusão aos estames vermelhos e compridos de uma das espécies.

## Seleção de espécies
| - Erythrostemon exostemma (DC.) E. Gagnon & G. P. Lewis, com subespécies, entre elas: - Erythrostemon exostemma subsp. exostemma, sinónimo: Caesalpinia conzattii (Rose) Standl. - Erythrostemon gilliesii - Erythrostemon mexicanus |

## Classificação do gênero
| Sistema | Classificação                     | Referência               |
| ------- | --------------------------------- | ------------------------ |
| Linné   | Classe Decandria, ordem Monogynia | Species plantarum (1753) |